# Pierres de la Cour de l'Île
Les Pierres de la Cour de l'Île sont une construction mégalithique indéterminée située sur la commune de Saint-Herblon dans le département de la Loire-Atlantique.

## Description
L'ensemble est composé de trois dalles dressées, deux en grès et une pierre en granite, cette dernière ayant été brisée. La dalle en granite mesure 1,50 m de hauteur. Les deux dalles en grès très fin mesurent respectivement 2 m de hauteur sur 1,60 de largeur et 1,30 m de hauteur sur 1 de largeur. L'un d'elles comporte des cupules. La nature précise du monument n'a pu être reconnue.